# Herz und Mund und Tat und Leben
Herz und Mund und Tat und Leben («hjerte og mund og gerning og liv») er titlen på to kirkekantater af Johann Sebastian Bach, den ene skrevet i Weimar i 1716 (BWV 147a), den anden, en udvidet og omarbejdet nyere version skrevet i Leipzig i 1723 (BWV 147).

## Detaljer

### Weimar
Kantaten er baseret på en tekst af Salomo Franck for 4. søndag i advent, og sammenlignet med Leipzig-versionen omfatter teksten kun satserne 1, 3, 7, 5, 9 og en anden afslutningskoral. Det er kun teksten, der er bevaret, og det vides ikke, om Bach opførte eller fuldendte denne version.

#### Enkeltsatser
1. Chorus: Herz und Mund und Tat und Leben (1. sats i BWV 147)
2. Aria: Schäme dich, o Seele nicht (3.)
3. Aria: Hilf, Jesu, hilf, dass ich auch dich bekenne (7.)
4. Aria: Bereite dir, Jesu, noch heute die Bahn (5.)
5. Aria: Laß mich der Rufer Stimme hören (9.)
6. Chorale: Dein Wort laß mich bekennen

### Leipzig
Den udgave af kantaten, der er kendt i dag, blev skrevet til opførelse til Mariæ bebudelsesdag, 2. juli 1723, og tilhører den første kantateårgang fra Bachs tid i Leipzig. Leipzig-versionen er en omarbejdet og stærkt udvidet version af Weimar-kantaten.

#### Tematik
Francks tekst blev skrevet til advent, men da der herskede tempus clausum i Leipzig  fra og med 1. til og med 4. søndag i advent, genbrugte Bach teksten til «Fruedagen».
Det centrale tema er den offentlige bekendelse overfor Gud og Jesus. Mens den oprindelige tekstversion fra 1716 havde Johannes Døberen som tema, drejede teksterne, som blev tilføjet senere, opmærksomheden over på jomfru Maria og især Marias lovsang som et forbillede for menigheden. Særlig recitativet (4. sats) handler om Marias lovsang.
Formelt set består det ti satser lange værk af to dele, som blev fremført før og efter prædikenen, og som begge afsluttes med en identisk korsats, en koralbearbejdelse, der hører til blandt Bachs mest kendte melodier.

#### Besætning
- Sangstemmer: sopran, alt, tenor, bas, alle er både med i tuttiene og har solistiske opgaver.
- Orkester: tromba i C, obo I/II (også med oboe d’amore og oboe da caccia), violin I/II, bratsj, basso continuo med fagot.

#### Andet
Værket hører til de mest populære og relativt hyppigt opførte af Bachkantatene. En virtuos trompetsolo i det overdådige åbningskor understreger stykkets festlige karakter. Slutkoralene i første og anden del, Wohl mir, daß ich Jesum habe og Jesus bleibet meine Freude, indrammes af en triolbaseret melodi i strygerne. Melodien er blandt de bedst kendte af Bach, ikke mindst takket mange bearbejdelser og opførelser i 1900-tallet, for eksempel af pianisterne Myra Hess og Dinu Lipatti. Melodien er måske bedst kendt under den engelske titel «Jesu, Joy of Man's Desiring», men en direkte dansk oversættelse af originaltitlen «Jesus bleibet meine Freude» vil omtrent være «Jesus forbliver min glæde».

#### Enkeltsatser
Kantaten består af ti satser.
Første del
1. Koral: Herz und Mund und Tat und Leben
2. Resitativ: Gebenedeiter Mund!
3. Arie: Schäme dich, o Seele nicht
4. Recitativ: Verstockung kann Gewaltige veblenden
5. Arie: Bereite dir, Jesu, noch itzo die Bahn
6. Koral: Wohl mir, daß ich Jesum habe

Anden del
1. Arie: Hilf, Jesu, hilf, daß ich auch dich bekenne
2. Resitativ: Der höchsten Allmacht Wunderhand
3. Arie: Ich will von Jesu Wundern singen
4. Koral: Jesus bleibet meine Freude